# Мніхова Легота
‎‎‎‎‎‎‎‎‎
Мніхова Легота (словац. Mníchova Lehota) — село, громада округу Тренчин, Тренчинський край. Кадастрова площа громади — 16.62 км². 
Населення 1225 осіб (станом на 31 грудня 2020 року).

## Історія
Мніхова Легота згадується 1269 року.

## Географія
Протікають Турнянський потік; Митицький потік і Свінянський потік.

## Населення
| Рік:            | 1994. | 2004.   | 2014.    | 2024.   |
| --------------- | ----- | ------- | -------- | ------- |
| Кількість осіб: | 1116  | 1115    | 1235     | 1217    |
| Різниця:        |       | -0,08 % | +10,76 % | -1,45 % |

| Рік:            | 2023. | 2024.   |
| --------------- | ----- | ------- |
| Кількість осіб: | 1225  | 1217    |
| Різниця:        |       | -0,65 % |